# Camp de César (Laudun-l'Ardoise)
Pour les articles homonymes, voir Camp de César.
Le camp de César était une ville antique de 18 hectares dominant le couloir rhodanien ainsi que le confluent des vallées de la Cèze et de la Tave. Le site est situé sur le territoire de la commune de Laudun-l'Ardoise, dans le département du Gard.

## Occupation
Le site fut occupé à partir de l'Âge du fer (Ve siècle av. J.-C.) jusqu'à l'Antiquité tardive. De nombreuses traces d'habitations antiques composent le lieu-dit de Saint-Jean-de-Rouzigues qui domine Orsan. L'entrée du plateau est barrée par un mur d'enceinte de 1,50 mètre d'épaisseur. Il renforce les défenses naturelles de l'éperon rocheux. Cette muraille défensive était épaulée de tours circulaires dont une seule est encore élevée, elle s'ouvrait par trois portes qui faisaient plus de cinq mètres de largeur. Sur la partie méridionale, des vestiges de fortifications témoignent de la mise en défense du plateau.

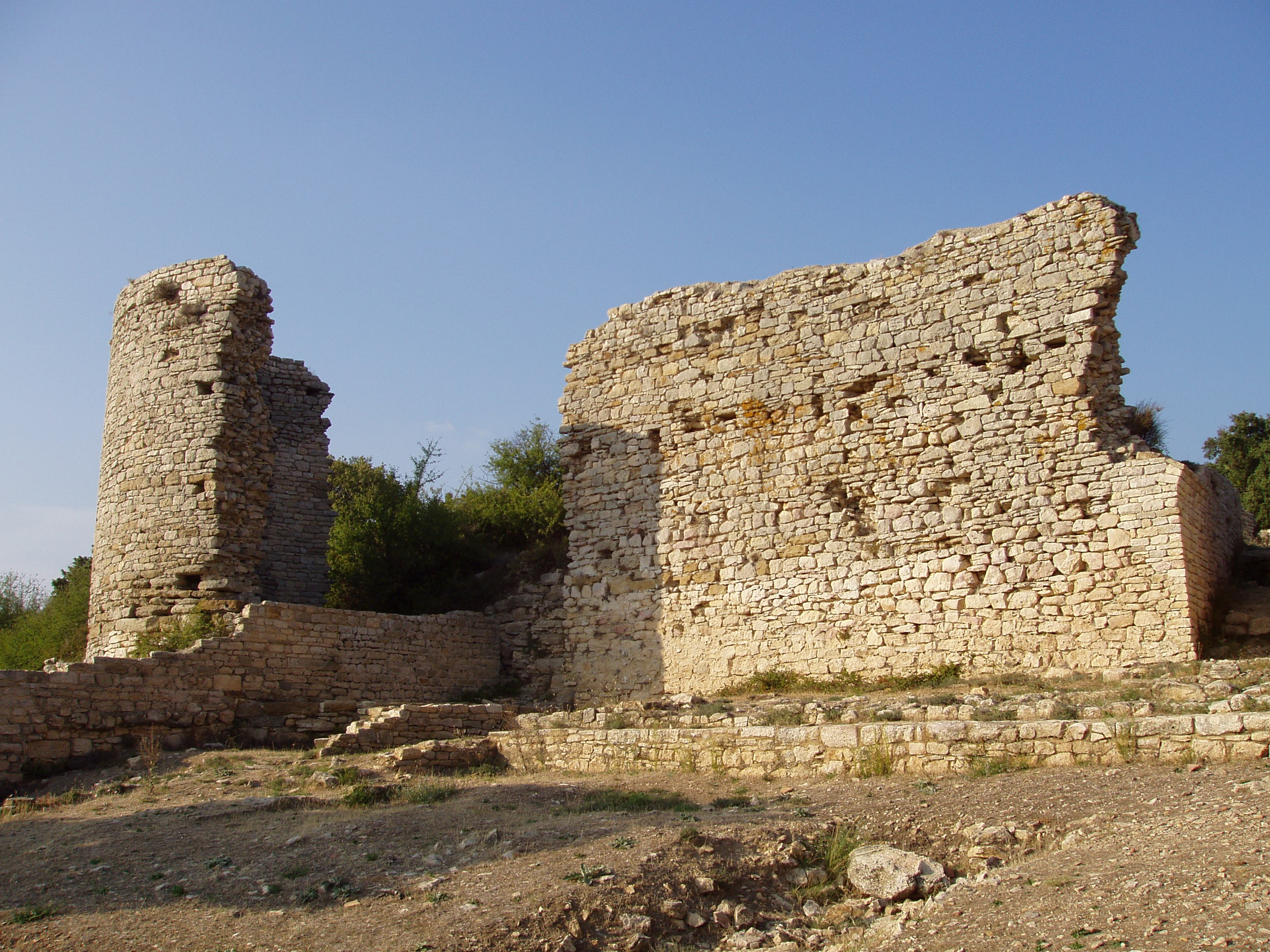
Rempart, poterne et tour
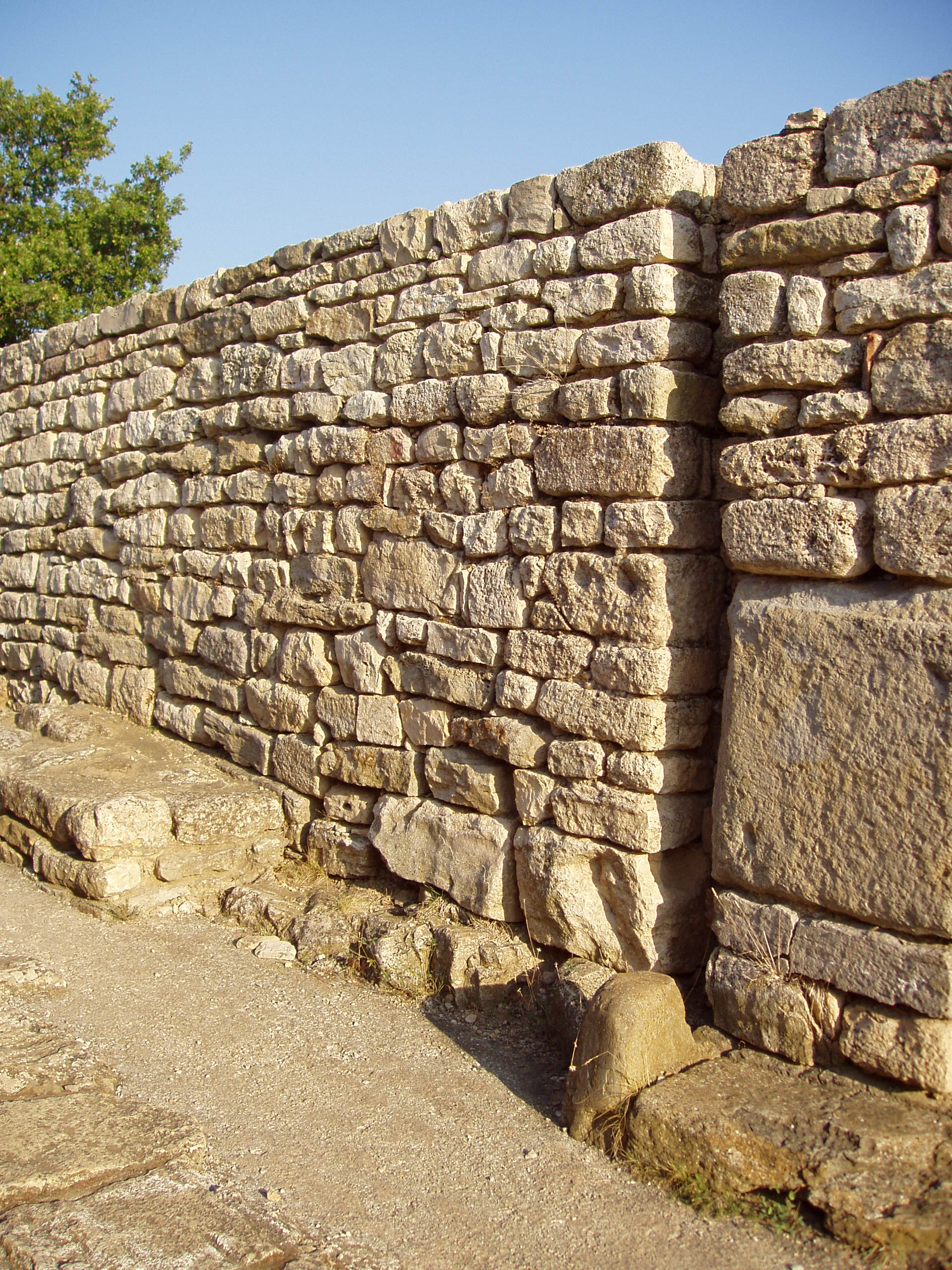
Porte principale de la ville romaine
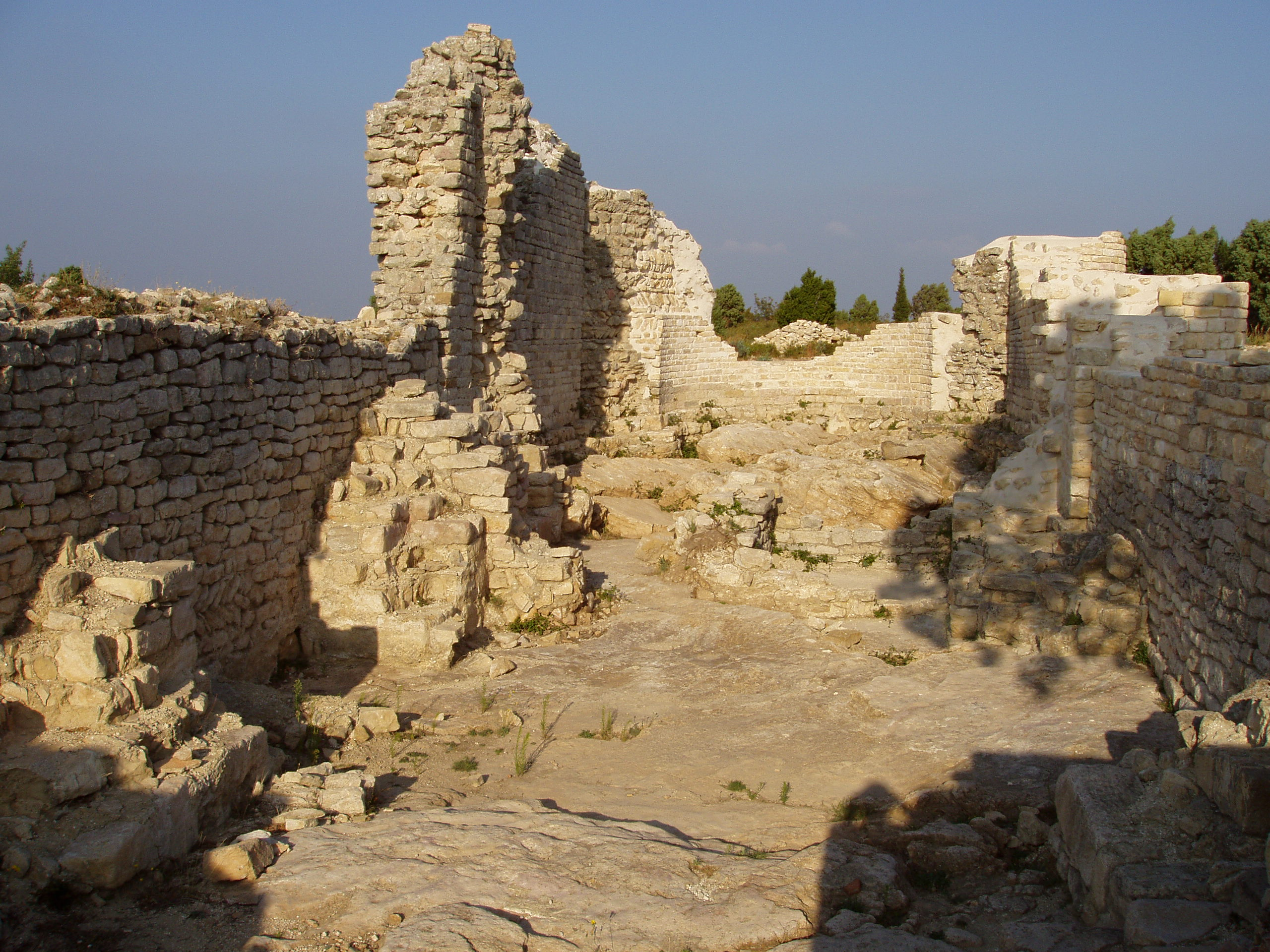
Chapelle romane de Saint-Jean-de-Rouzigues
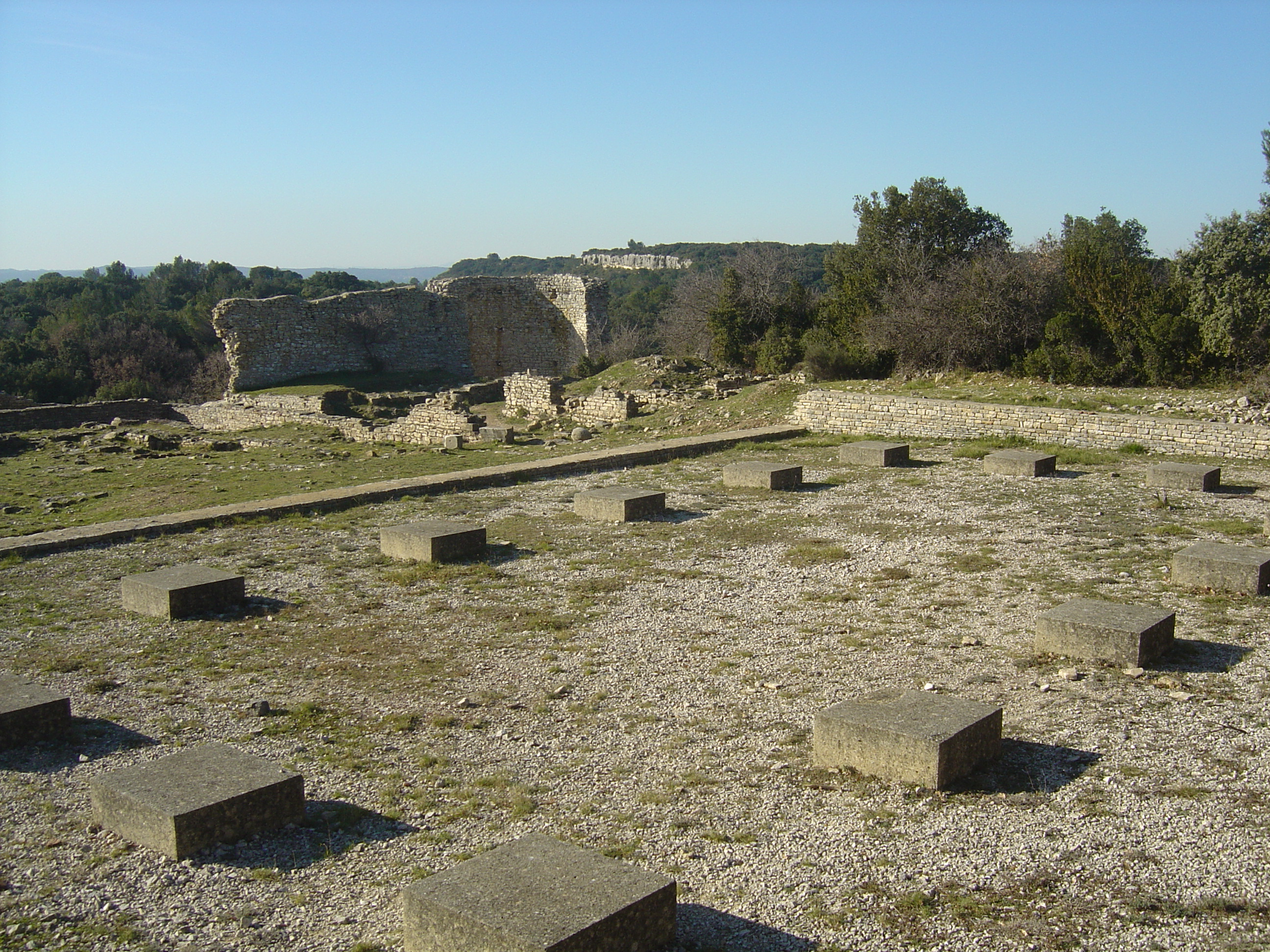
Basilique civile de l'époque augustéenne

À l'ouest, quelques pans de mur, signalent des cellules monastiques qui furent occupées jusqu'au XIIIe siècle par des bénédictins. Deux lieux de cultes ruinés subsistent, un oratoire roman, sous le vocable de saint Pierre-ès-liens, et une chapelle dédiée à saint Jean.

## La chèvre d'or
Un culte du soleil fut célébré sur le plateau dont il subsiste une trace avec la légende de la Chèvre d'or. Il est dit que, chaque année, le 24 juin, jour de la fête de saint Jean, s'ouvre, à minuit, un gouffre d'où s'élance la cabro d'or, symbole du soleil arrivé au solstice d'été. La légende affirme qu'elle veille, dans le gouffre, sur le trésor qu’y laissa Hannibal « roi des Sarrasins d’Afrique »

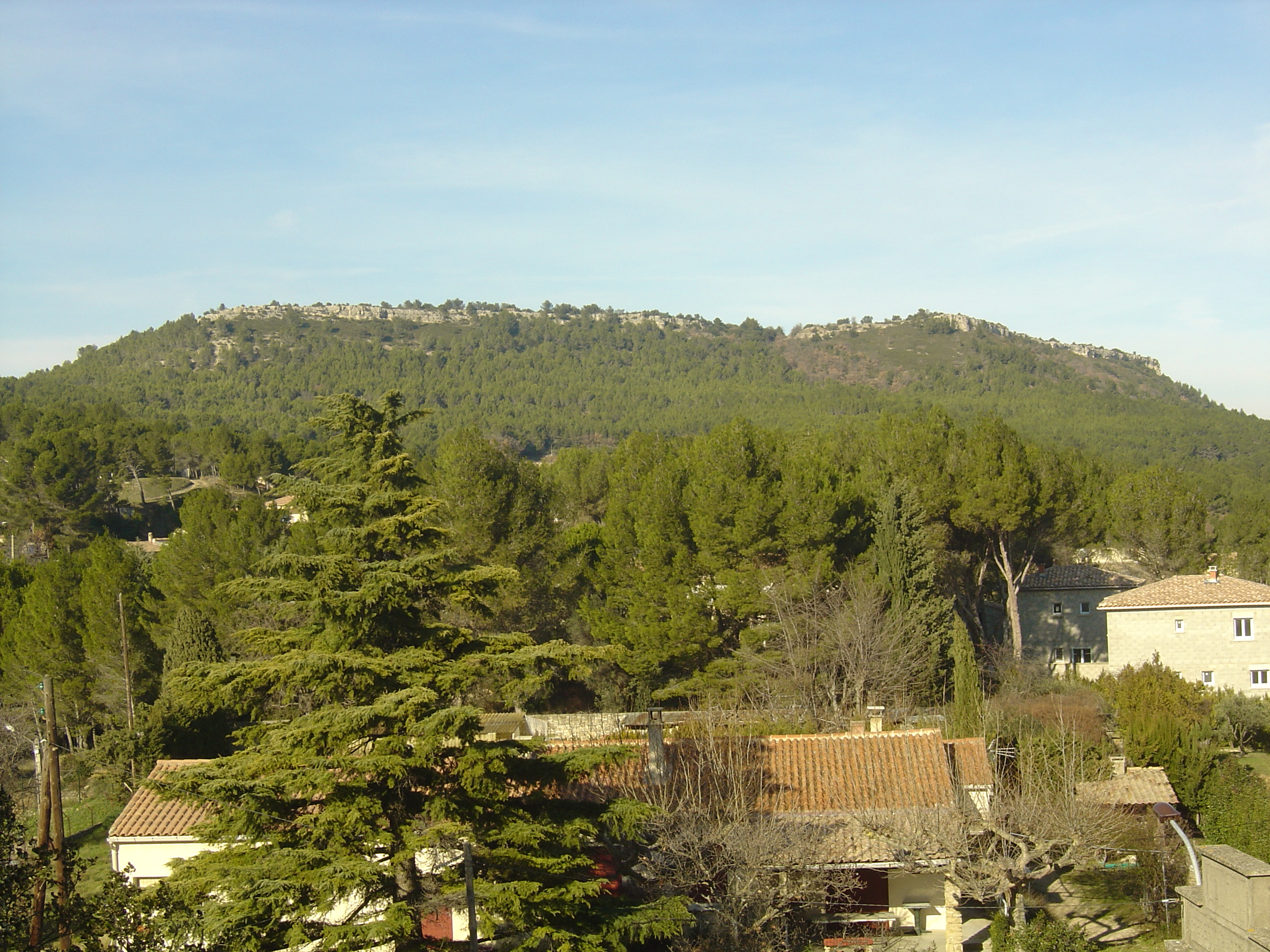
Plateau du Camp de César

## Vestiges
- Remparts du Ve siècle av. J.-C., du Ier siècle av. J.-C. et du Ier siècle ap. J.-C..
- Centre monumental du Ier siècle ap. J.-C. : forum, basilique civile, tribunal.
- Huilerie des Ier-IIe siècles ap. J.-C.
- Quartiers de nécropoles (cimetière) des Ve – VIIe siècles ap. J.-C.
- Chapelle romane de Saint-Jean-de-Rouzigues.